# De oratore
De oratore o Dialogi tres de Oratore (Tres diálogos sobre el orador) es un tratado de Cicerón publicado en el 55 a. C. sobre la retórica y su práctica, escrito en latín en tres libros.
El texto, que forma parte de la llamada 'trilogía retórica' junto a Brutus y el Orator, está estructurado en forma de diálogo platónico y tiene como participantes a Lucio Licinio Craso, Marco Antonio, Cayo Aurelio Cota, Publio Sulpicio Rufo, Mucio Escévola, Quinto Lutacio Cátulo y Cayo Julio César Estrabón Vopisco.
El primer libro está dirigido a su hermano Quinto Tulio Cicerón. A pesar de la importancia que Cicerón le dio a su De oratore como teoría definitiva del arte de la oratoria, su tratado tuvo poca influencia y la enseñanza de la retórica se basó en obras pedagógicas menos exigentes.
El escenario está datado en el año 91 a. C. en la villa de campo de Craso en Tusculum. En el diálogo, Cicerón analiza en profundidad los aspectos de la retórica y la oratoria: inventio (invención de un discurso), dispositio (disposición de argumentos), elocutio (lenguaje enriquecido), memoria (capacidad de recordar) y actio (pronunciación del discurso). Sobre todo para el político o el abogado, la actio era la parte más importante de la oratoria porque todas las habilidades del orador perfecto se ponían de manifiesto ante el Senado o en los tribunales.